# جان گودمن (بازیکن فوتبال)
جان گودمن (انگلیسی: Jon Goodman؛ زادهٔ ۲ ژوئن ۱۹۷۱) بازیکن فوتبال اهل جمهوری ایرلند است.
از باشگاه‌هایی که در آن بازی کرده‌است می‌توان به باشگاه فوتبال بروملی، باشگاه فوتبال میلوال، و باشگاه فوتبال ویمبلدون اشاره کرد.
وی همچنین در تیم ملی فوتبال جمهوری ایرلند بازی کرده‌است.